# 李成 (五代)
李成（919年—约967年），字咸熙，青州（今山東濰坊）人，五代至北宋初的畫家。
唐朝宗室后裔。上代居長安，後遷青州益都，人稱「李營丘」；他多讀經史，能寫詩，善琴、弈；尤善於畫山水，初師從荊浩、關仝，後來向自然學習，評者謂「峰巒疊嶂，林木稠薄，泉流深淺，如就真景」，也寫平遠寒林，得瀟灑清曠之致；他筆勢鋒利，墨法精微，好用淡墨，所謂「惜墨如金」，如在夢霧之中；畫山石若雲動，後人稱這種畫法為「卷雲皴」。
在北宋時期和范寬、關仝並稱為「三家鼎峙」，當時評價他「凡稱山水者必以成為古今第一」，將他的山水和吳道子的人物相提並論。他主要描繪齊魯一帶山水。後代郭熙等人都是師法他的山水畫法。
作品有〈盤車圖〉、〈漁樂圖〉、〈寒鴉圖〉、〈山水圖〉等。據《宣和畫譜》所載，李成後人曾將可得的畫作全數焚燬，導致御府收錄的195卷作品，真偽難辨；翟院深所摹作品雖可亂真，卻缺少神氣，故有米芾「無李論」一說。現存與王曉合繪的〈讀碑窠石圖〉等畫作相傳是他的作品。

## 作品
《寒林圖》，藏於台灣台北國立故宮博物院
《群峰霽雪》軸，藏於台灣台北國立故宮博物院
《寒林平野圖》，藏於台灣台北國立故宮博物院
《寒江釣艇》，藏於台灣台北國立故宮博物院
《寒林圖》，藏於台灣台北國立故宮博物院
《壽山福海》卷，藏於台灣台北國立故宮博物院
《秋山蕭寺圖》，藏於台灣台北國立故宮博物院
《秋山漁艇》，藏於台灣台北國立故宮博物院
《茂林远岫圖》，現藏於遼寧省博物館
《讀碑窠石圖》，現藏於日本大阪市立美術館。

《晴巒蕭寺圖》，現藏於美國納爾遜藝術博物館。

## 家族

### 祖父
- 李鼎，唐末苏州刺史

### 父
- 李瑜，平卢军从事、青州推官

### 子孙
- 李觉（948年－993年），字仲明，司部员外郎、直史馆、知泗州军州事、秘书丞，赠礼部尚书
  - 李宥（988年－1049年），字仲严，太子宾客、南京留守司御史台、集贤院学士、知蕲州昇州军州事、平凉县开国伯
    - 李忱，大理寺丞
    - 李恂，大理评事